# Пристань на Свердловской набережной
Пристань на Свердловской набережной (также пристань с гротом и сфинксами) — историческое сооружение в Калининском районе Санкт-Петербурга, построенное в 1780-х годах при перестройке расположенной рядом усадьбы Александра Безбородко. Располагается на Свердловской набережной, входит в архитектурный ансамбль дачи Безбородко. Памятник архитерктуры государственного значения СССР (1960 год), объект культурного наследия России федерального значения (2001 год).
Пристань изначально была украшена четырьмя статуями сфинксов, которые были утрачены в конце XIX века. В 1950-х годах при реставрации повреждённой в блокаду пристани им на замену были изготовлены копии сфинксов, ранее украшавших пристань Строгановской дачи; эти сфинксы находятся на пристани на Свердловской набережной и по сей день.

## История

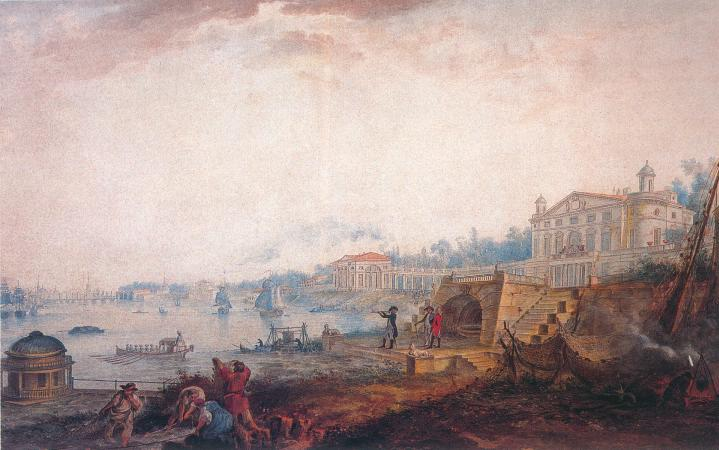
Дача Безбородко с пристанью на акварели Г. С. Сергеева, 1800 г.

В конце XVIII века местность Полюстрово, известная своими целебными источниками, стала местом, куда в летние месяцы приезжала петербургская знать. Это обстоятельство предопределило строительство здесь усадьбы, первым владельцем которой был Григорий Теплов. Центральный корпус усадьбы был построен в 1773—1777 гг. по проекту Василия Баженова. Вскоре новым владельцем усадьбы стал, для которого усадьба была перестроена в 1783—1784 гг. по проекту Джакомо Кваренги. Предположительно тогда же и по его же проекту на берегу Невы была построена двухъярусная гранитная терраса-пристань с причалом для лодок и мелких судов, декорированная четырьмя скульптурами сфинксов и вазами. По обе стороны пристани были установлены пушки для сигналов и салютов. Этот участок долгое время был единственным благоустроенным местом на правом берегу Невы выше Литейного моста.
Все четыре статуи сфинксов бесследно исчезли во второй половине XIX века. сама терраса была разрушена во время блокады. Её реставрация производилась в 1957—1958 гг. по заказу «Ленмосттреста» силами специальных научно-реставрационных производственных мастерских по проекту архитектора Александра Ротача и техника Г. Ф. Перлиной. Фигуры сфинксов изваяли камнерезчики А. И. Осипов и Л. М. Комаров. При воссоздании пристани в качестве источника визуальной информации была использована акварель Гавриила Сергеева, изображающая пристань в 1800 году, вскоре после её сооружения. Моделью для новых статуй послужили сфинксы, находящиеся во дворе Строгановского дворца. Эта пара сфинксов в конце XVIII века украшала пристань на Большой Невке у дачи А. С. Строганова. В 1908 году дача была перестроена, и сфинксов за ненадобностью перевезли во двор Строгановского дворца. Поскольку сфинксы Строгановской дачи и дачи Безбородко были изваяны приблизительно в одно время, существует предположение, что это произведения одного и того же скульптора, имя которого пока установить не удалось.
30 августа 1960 года постановлением Совета Министров СССР «дворец Безбородко с боковыми флигелями, решёткой между ними, парком и пристанью на реке Неве» был признан памятником архитектуры государственного значения. Этот статус был подтверждён 10 июля 2001 года постановлением Правительства России; «пристань с гротом и сфинксами» в составе ансамбля дачи А. А. Безбородко (Кушелевых-Безбородко) была также поставлена под государственную охрану как памятник архитектуры федерального значения.

## Описание

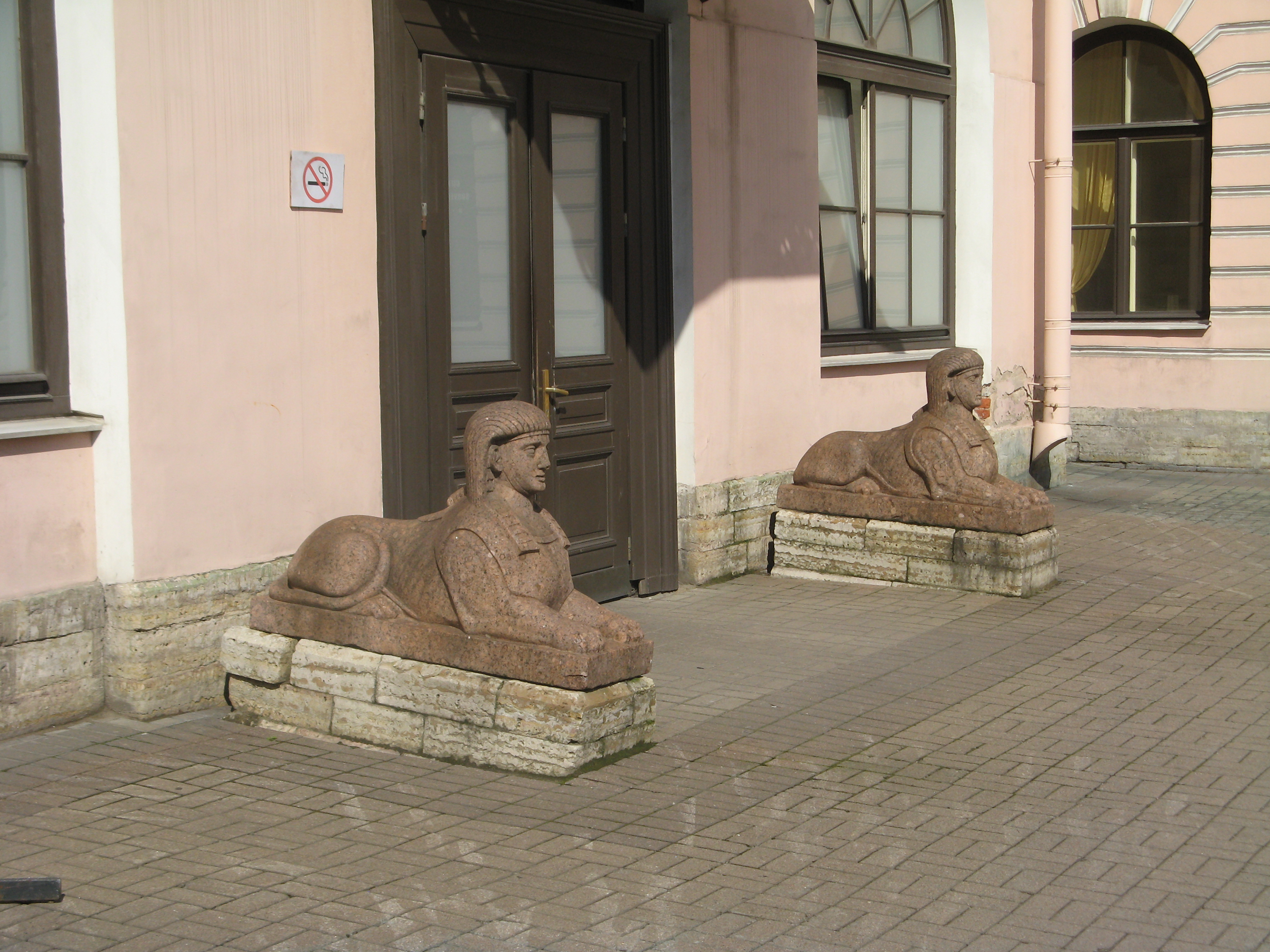
Сфинксы во дворе Строгановского дворца

Сооружённая в виде обширной террасы пристань из серого гранита имеет две площадки: нижнюю, служившую причалом, и верхнюю видовую. Верхняя площадка находится на уровне набережной и является своего рода крышей прямоугольного выступа. Площадка, квадратная в плане, с трёх сторон огорожена невысокой кованой решёткой простого рисунка (вертикальные стержни, охваченные по верху и низу узкими поясами орнамента в виде бегущей волны), закреплённой между опорными тумбами и постаментами. На опорных тумбах установлено шесть гранитных ваз. На постаментах располагаются два сфинкса, которые обращены в профиль к Неве и лицом друг к другу.
Передняя, обращённая к Неве стена выступа прорезана трёхцентровой аркой, на её замковом камне находится маскарон в виде морды льва. За аркой находится грот, где при Безбородко начинался подземный ход, ведущий к главному дому усадьбы. При сооружении современной Свердловской набережной подземный ход был уничтожен, а вход из усадьбы замурован. В настоящее время арка закрыта решёткой.
К боковым стенам выступа примыкают лестницы, ведущие на широкую прямоугольную нижнюю площадку, от которой спускаются ступени к воде. На углах, по краям пологой лестницы, также установлены два сфинкса, идентичные верхним, но обращённые лицами к воде.
Длина каждой из четырёх статуй сфинксов — около 1 метра, они вырублены из серого гранита. Облик сфинксов — женский. Голову каждого закрывает обрамляющий лицо платок с узкими продольными бороздками, ниспадающий концами на грудь. Форма львиного туловища обобщена, рёбра и когти обозначены слабо. Плечи и спину покрывает ткань.